# 蒙娜丽莎撞击坑
蒙娜丽莎（英語：Mona Lisa）是一个金星上的撞击坑，位于北纬25.6度、东经25.1度，直径79.4公里，被命名为丽莎·吉尔康达，列奥纳多·达·芬奇的油画蒙娜丽莎的模特。